# Dennis Vanendert
Dennis Vanendert (27 de junio de 1988) es un ciclista profesional belga. Su hermano mayor Jelle Vanendert fue también ciclista profesional y ambos corrieron para el mismo equipo.

## Trayectoria
En 2009 Vanendert quedó tercero en la general en la Beverbeek Classic cuando estaba como amateur en el equipo Beveren 2000. Ha estado compitiendo como profesional desde la temporada 2012. Hizo su debut en una gran vuelta más exactamente en el Giro de Italia 2012, en donde también debutaron Gaëtan Bille y Brian Bulgaç. Su mejor actuación para el 2013 ha sido un octavo puesto en la Clásica de Almería.

## Palmarés
No ha logrado victorias como profesional.

## Resultados en Grandes Vueltas
| Carrera | Carrera         | 2012  | 2013  | 2014 | 2015 |
| ------- | --------------- | ----- | ----- | ---- | ---- |
|         | Giro de Italia  | 133.º | —     | Ab.  | —    |
|         | Tour de Francia | —     | —     | —    | —    |
|         | Vuelta a España | —     | 108.º | —    | —    |

—: no participa

Ab.: abandono

## Equipos
- Lotto (2012-2015)
  - Lotto Belisol Team (2012)
  - Lotto Belisol (2013-2014)
  - Lotto Soudal (2015)